# Die Maske des Dimitrios
Die Maske des Dimitrios ist ein Roman des britischen Autors Eric Ambler. Das Buch wurde erstmals 1939 unter dem Titel The Mask of Dimitrios veröffentlicht. 

## Inhalt

### Handlung
Der englische Kriminalschriftsteller Charles Latimer lernt während eines Urlaubs in Istanbul auf einer Party Oberst Haki, den Chef der türkischen Geheimpolizei, kennen. Oberst Haki hat in seiner Freizeit ebenfalls einen Kriminalroman entworfen. Er hat keine Zeit, den Roman zu schreiben, und schenkt den Entwurf Latimer. Sie fahren in Oberst Hakis Büro, wo der Entwurf aufbewahrt wird.
Oberst Haki fragt sich, ob sich Latimer auch für echte Verbrecher interessiert. Er erzählt Latimer von einem Verbrecher namens Dimitrios, dessen Leiche kurz zuvor aus dem Bosporus gefischt wurde. Der Tote wurde anhand seines Ausweises, lautend auf Dimitrios Makropoulos, identifiziert. Oberst Haki führt Latimer in die Leichenhalle und zeigt ihm den toten Dimitrios. Außerdem kann Latimer einen Blick in die Polizeiakte von Dimitrios werfen.
Da er sich einmal selbst als Detektiv versuchen will, anstatt immer nur über die Detektivarbeit zu schreiben, beschließt Latimer, den Spuren von Dimitrios’ Verbrecherkarriere zu folgen. Er will versuchen, mehr über Dimitrios herauszufinden, als in der Akte steht.
Latimer reist nach Smyrna, dem heutigen Izmir, wo Dimitrios im Jahre 1922 einen Geldverleiher, den Juden Scholem, ermordete und die Tat dem Schwarzen Dhris Mohammed in die Schuhe schob. Der Schwarze beteuerte bis zuletzt seine Unschuld, wurde aber dennoch hingerichtet. Dimitrios konnte aus der Stadt fliehen, während die türkische Armee Smyrna besetzte und die Griechen, die dort lebten, auf das Meer hinaus flohen.
Die Spur führt weiter nach Athen und von dort aus weiter nach Sofia. Während der Zugfahrt von Athen nach Sofia teilt sich Latimer ein Schlafwagenabteil mit einem älteren, rundlichen Herrn, der sich ihm als Herr Peters vorstellt. An seinem letzten Abend in Sofia wird Latimer von Peters in seinem Hotelzimmer mit einer Pistole in der Hand überrascht. Peters will wissen, warum sich Latimer für Dimitrios interessiert.
Latimer erzählt ihm seine Geschichte. Daraufhin lädt ihn Peters ein, ihn in seiner Wohnung in Paris zu besuchen. Um seinen guten Willen zu beweisen, gibt Peters Latimer einen Brief für einen gewissen Grodek mit, der in Genf lebt. Grodek kennt Dimitrios und kann Latimer Dinge über ihn erzählen, die nicht in der Akte stehen.
Latimer reist nach Genf. Er erfährt von Grodek, einem ehemaligen Berufsspion, dass er 1926 Dimitrios in Belgrad anwarb. Dimitrios sollte ihm bei der Beschaffung einer geheimen Seekarte des Marineministeriums behilflich sein. Nach Erledigung der Aufgabe stahl Dimitrios den Mikrofilm mit der Karte um ihn an eine dritte Macht weiterzuverkaufen; er fühlte sich von Grodek unterbezahlt.
In Paris sucht Latimer Peters in seiner Wohnung auf. Er erfährt, dass Dimitrios und Peters zusammen mit dem Niederländer Visser und einigen anderen einen gewinnbringenden Rauschgifthandel betrieben. Dimitrios verriet jedoch seine Komplizen an die Polizei. Mit Ausnahme von Dimitrios musste die Bande ins Gefängnis, während sich Dimitrios eine bürgerliche Existenz aufbaute, und zwar in leitender Position beim Eurasian Credit Trust. Die Bank wird zuvor mehrfach im Roman erwähnt und mit Dimitrios in Verbindung gebracht, auch als undurchsichtiger Finanzier für terroristische Akte.
Peters erklärt dem verblüfften Latimer, dass Dimitrios immer noch lebt. Nach ihrer Haftentlassung folgte Visser Dimitrios’ Spuren und erpresste ihn regelmäßig um kleine Beträge. Daraufhin ermordete Dimitrios ihn auf einer Kreuzfahrt nach Istanbul, steckte der Leiche seinen eigenen Ausweis bei und täuschte so seinen eigenen Tod vor.
Peters und Latimer treffen Dimitrios in einem schäbigen Hotelzimmer. Dort erpressen sie ihn mit ihrem Wissen um eine Million Francs.
Nach der Geldübergabe kehren Latimer und Peters in Peters Wohnung zurück. Dimitrios erwartet sie bereits mit einer Waffe in der Hand. Peters wird von Dimitrios angeschossen. Im anschließenden Kampf kann Latimer Dimitrios den Revolver entwinden. Der schwer verletzte Peters bittet Latimer, ihm seine eigene Pistole, im englischsprachigen Original eine Lüger (sic!), zu geben, um damit Dimitrios in Schach zu halten. Latimer soll unterdessen die Polizei holen. Dimitrios versucht vergeblich, ihn durch ein Bestechungsangebot zurückzuhalten. Latimer hört im Treppenhaus, dass in der Wohnung mehrere Schüsse fallen. Er eilt zurück. Dimitrios ist tot, von drei Kugeln getroffen, Peters liegt im Sterben.

### Stil
Die Maske des Dimitrios ist ein spannender Kriminalroman mit mehreren Rückblenden. Die Figuren sind größtenteils nicht eindeutig sympathisch oder unsympathisch. Peters will sich an Dimitrios für den Verrat rächen, indem er ihn erpresst. Latimer lässt sich eher widerwillig auf die Erpressung ein. Er geht in Paris zur Polizei, der Beamte will ihm jedoch nicht zuhören und regt sich auf, weil Latimer keinen Ausweis dabei hat.

### Hintergrund
Die Ereignisse in Izmir haben einen realen Hintergrund. Im September 1922 hat die türkische Armee im türkisch-griechischen Befreiungskrieg Izmir, das zeitweilig in griechischer Hand war, zurückerobert. Die türkische Armee marschierte in die Stadt ein. Die Stadt brannte, während die griechischen Bürger in Panik auf das Meer hinaus flohen. Dabei ertranken viele Griechen oder wurden von den Türken erschossen.

### Sonstiges
Oberst Haki, der Chef der türkischen Geheimpolizei, taucht als Figur auch im nächsten Roman Amblers auf: Journey into Fear, veröffentlicht 1940.

## Deutsche Übersetzungen
Die erste deutsche Übersetzung von Mary Brand erschien 1950 im Nest-Verlag, Nürnberg. Eine von Walter Hertenstein ergänzte und überarbeitete Textfassung brachte der Diogenes Verlag 1974 heraus. 1997 veröffentlichte derselbe Verlag eine Neuübersetzung von Matthias Fienbork; diese wurde 2016 vom Verlag Hoffmann und Campe neu aufgelegt.

## Wirkungsgeschichte
Die Maske des Dimitrios gilt bei vielen Kritikern als einer der bedeutendsten Spionageromane, der in der Technik zu den originellsten Ausprägungen dieser Gattung gerechnet wird. Graham Greene verwendete die gleiche Fabel später in Der dritte Mann sowohl in dem ursprünglichen Drehbuch für die Verfilmung mit Orson Welles in der Hauptrolle wie auch in dem nach dem Film entstandenen gleichnamigen Roman. Greenes Protagonist folgt den Spuren eines alten Freundes, der im Nachkriegs-Wien bei einem Unfall ums Leben gekommen sein soll. Auch hier führen die Nachforschungen, die sich puzzleartig zusammenfügen, schließlich zu der Erkenntnis, dass der vermeintlich Tote noch lebt.

## Verfilmung
- Die Maske des Dimitrios wurde mit Peter Lorre als Kriminalschriftsteller und Sydney Greenstreet als Peters verfilmt. Der Film hält sich an die Vorlage, allerdings wurde Charles Latimer in Cornelius van Leyden umbenannt.

## Aktuelle Ausgaben
- The Mask of Dimitrios. Penguin, London 2009, ISBN 978-0-14-119033-4
- Die Maske des Dimitrios. Roman. Hoffmann und Campe, Hamburg 2016, ISBN 978-3-455-40562-0.